# Campeonato Europeu de Futebol Feminino de 2005
O Campeonato Europeu de Futebol Feminino de 2005 foi a 9ª edição do Campeonato Europeu de Futebol Feminino.
Decorreu entre 5 e 19 de Junho de 2005, em Lancashire, Inglaterra.
A Alemanha ganhou o campeonato pela quarta vez consecutiva, e o sexto no total (incluindo uma vitória no torneio antecessor, o European Competition for Representative Women's Teams).